# Tantilla insulamontana
Tantilla insulamontana (гірська багатоніжкова змія) — вид змій родини полозових (Colubridae). Ендемік Еквадору.

## Поширення і екологія
Гірські багатоніжкові змії мешкають в горах Еквадорських Анд на півдні країни, в провінціях Асуай і Лоха. Вони живуть в сухих чагарникових заростях і галерейних лісах, на висоті від 1020 до 2293 м над рівнем моря.

## Збереження
МСОП класифікує цей вид як такий, що перебуває на межі зникнення. Tantilla insulamontana загрожує знищення природного середовища.